# Appaleptoneta
Appaleptoneta là một chi nhện trong họ Leptonetidae.